# Kirche Neuhaus in der Wart

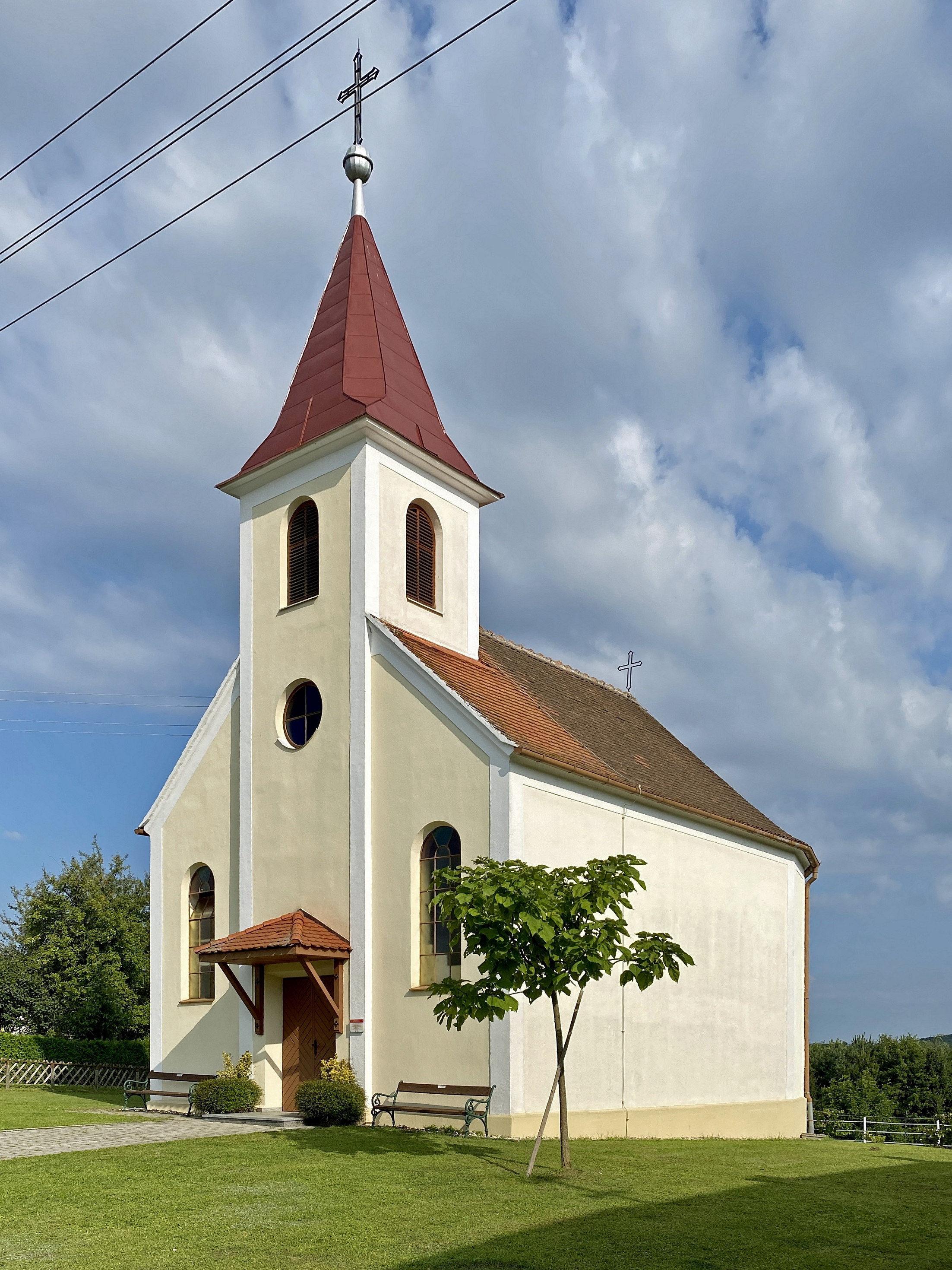
Kirche Neuhaus in der Wart

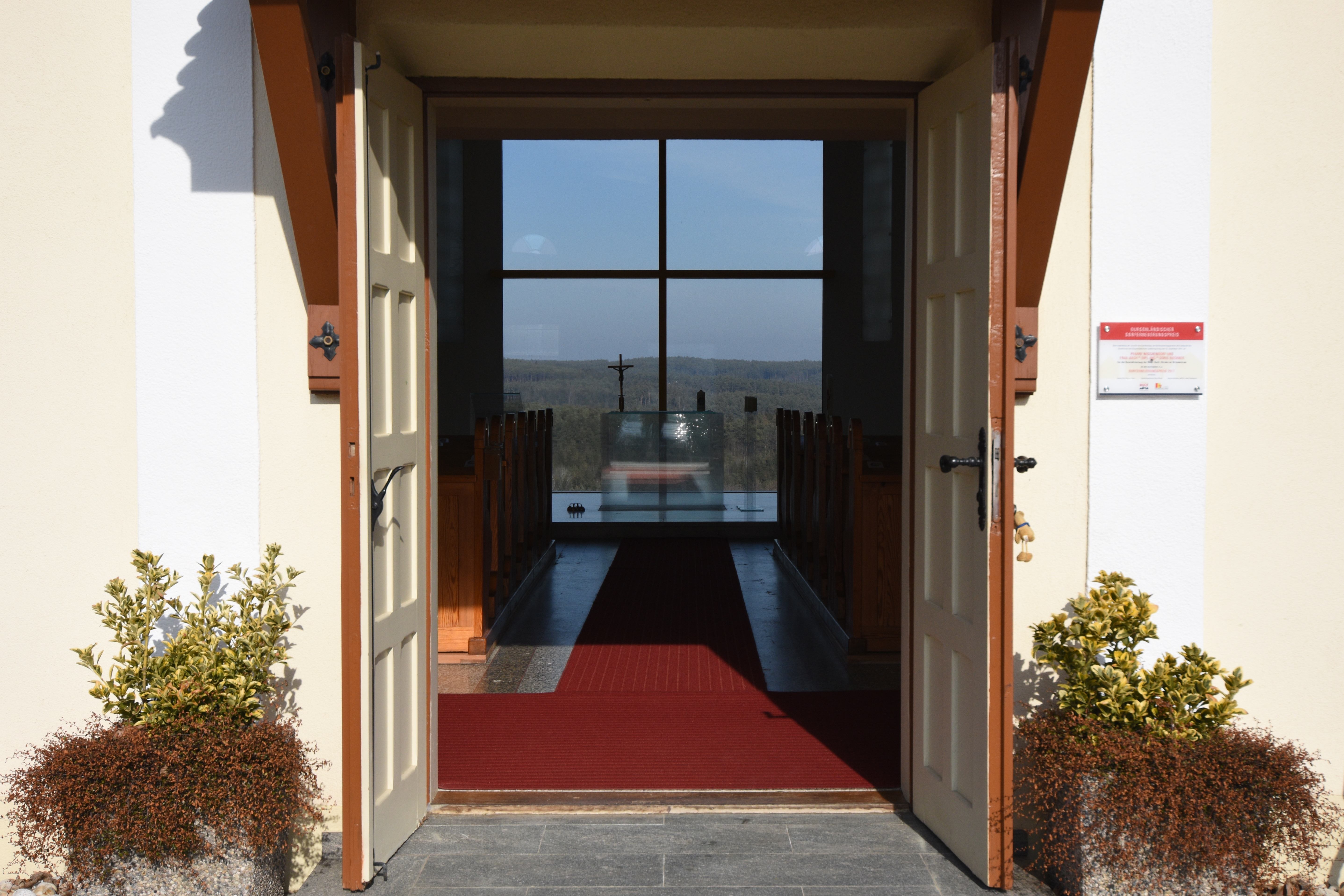
Kirche Neuhaus in der Wart

Die römisch-katholische Kirche Neuhaus in der Wart steht mitten in der Katastralgemeinde Neuhaus in der Wart im Bezirk Oberwart im Burgenland. Sie ist dem heiligen Antonius von Padua geweiht und gehört zum Dekanat Rechnitz in der Diözese Eisenstadt.

## Geschichte
Seit dem Jahr 1760 befand sich an der Stelle der heutigen Kirche eine kleine Kapelle, die nur sechs Personen Platz bot und den hll. Antonius und Donatus geweiht war. Die jetzige Kirche wurde 1956–1959 errichtet und ebenfalls dem hl. Antonius geweiht.
2016 wurde sie unter Leitung der Architektin Doris Dockner neu gestaltet, die die Altarwand durch eine Glaswand ersetzt hat, die den Blick auf die Hügellandschaft des Südburgenlands erlaubt.

## Ausstattung
Der klare Glasaltar besteht aus neun vertikalen Glasscheiben und einer Altarplatte mit symbolischer Gravur.
Der neue Glasambo, bestehend aus fünf Glasscheiben und einer Buchplatte, symbolisiert die Klarheit.

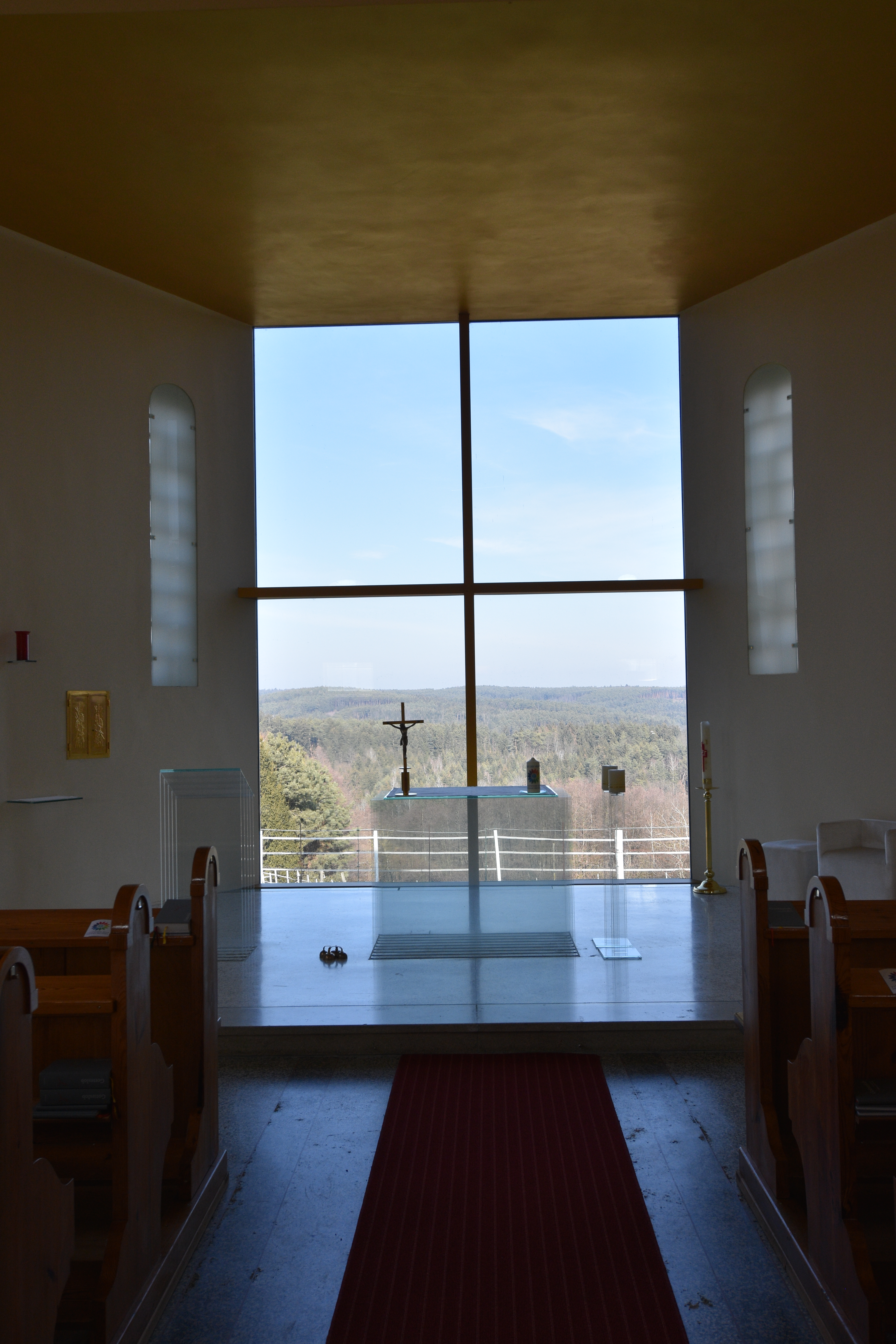
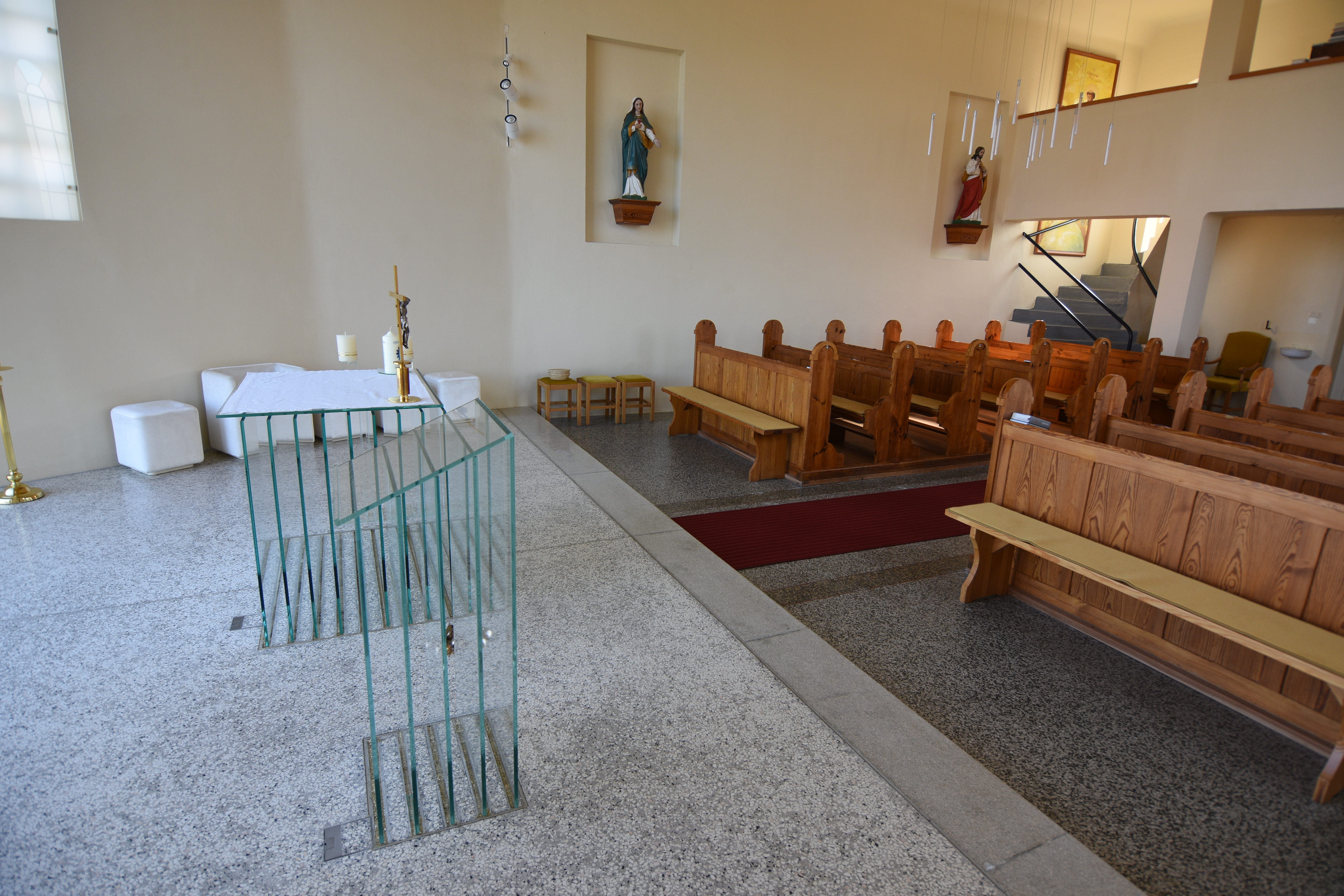
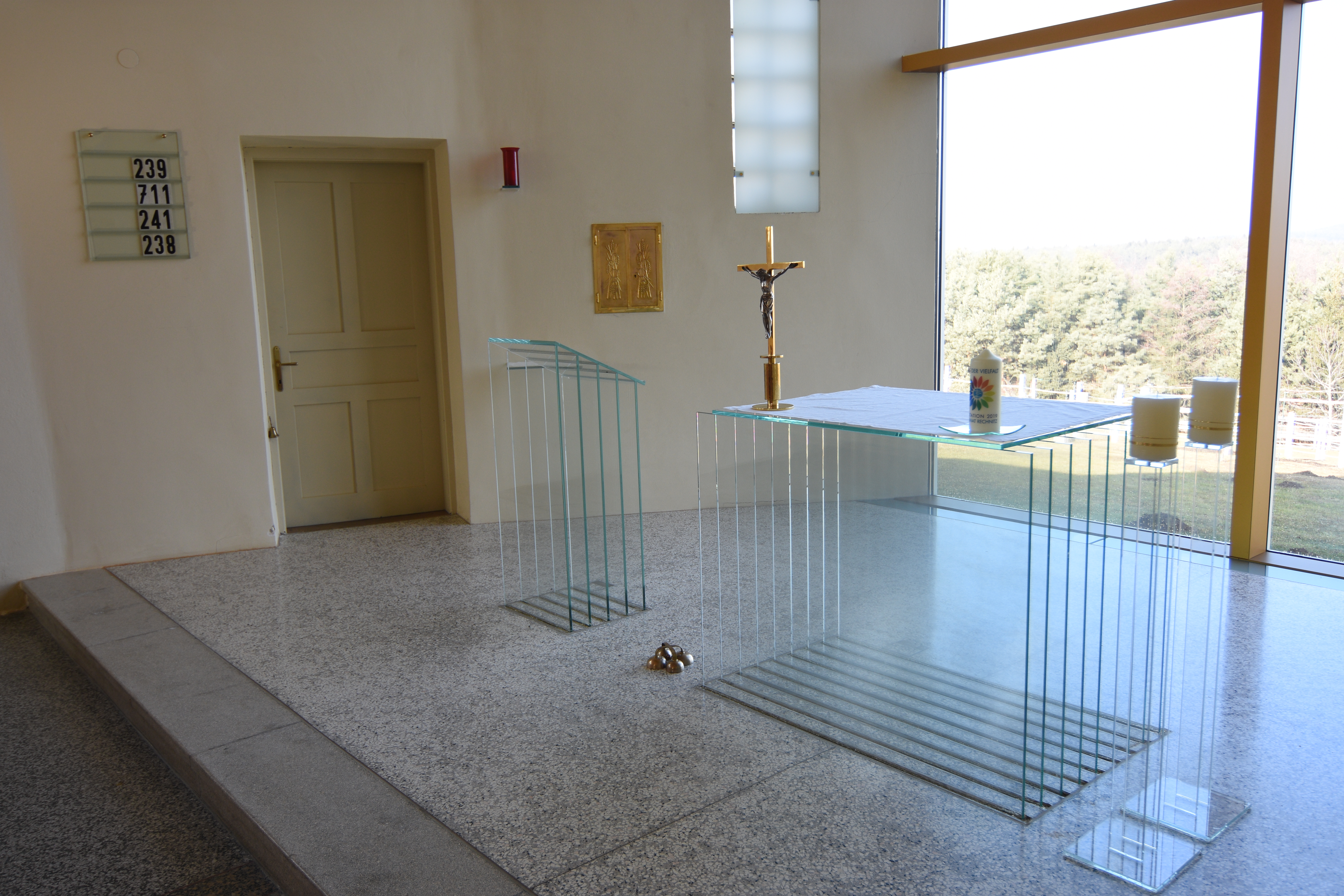
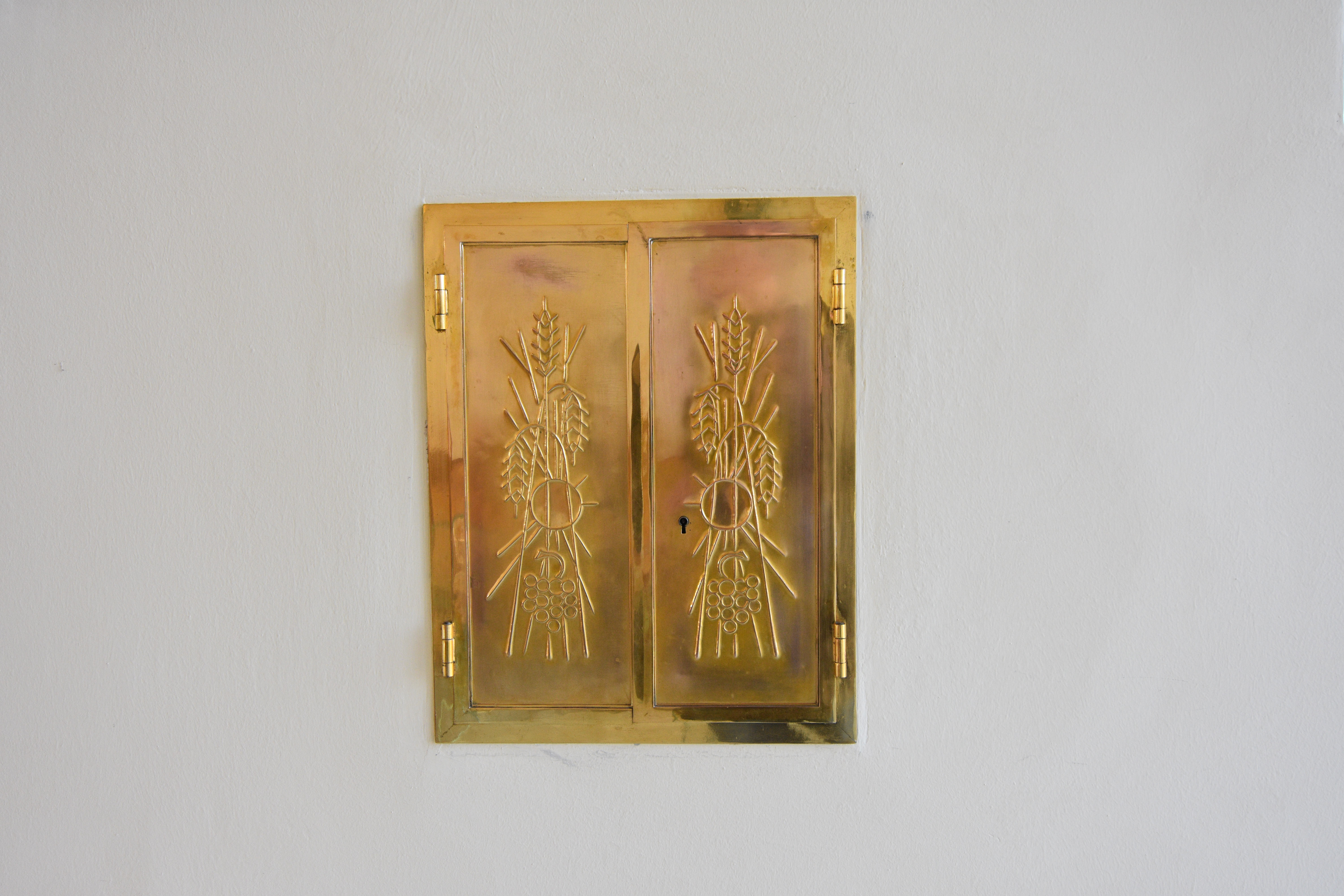

## Auszeichnungen
- Architekturpreis des Landes Burgenland 2016
- Dorferneuerungspreis Land Burgenland 2017